# Jerolim
Koordinati:   43°09′38″N, 16°26′01″E
Jerolim je majhen otoček v Jadranskem morju. Pripada Hrvaški.
Jerolim, na katerem stoji svetilnik, leži v skupini Paklinskih otokov, (paklina = smola; na teh otokih so v preteklosti nabirali smolo za čolne in ladje) v srednji Dalmaciji med otočkoma Gališnik in Marinkovac, okoli 0,7 km zahodno od mesta Hvar, nasproti utrdbe Baterija.
Površina otočka meri 0,207 km². Dolžina obalnega pasu je 2,37 km. Najvišji vrh je visok 22 mnm.
Na severni in južni strani otočka sta dva manjša zalivčka primerna za sidranje plovil. Iz pomorske karte je razvidno, da svetilnik, ki stoji na vzhodni strani otočka, oddaja svetlobni signal: R Bl 3s. Nazivni domet svetilnika je 4 milje.